# Il bacio di Dracula
Il bacio di Dracula è una miniserie televisiva italo-tedesca in due puntate diretta da Roger Young, ispirata al celebre romanzo Dracula di Bram Stoker, trasmessa in prima visione su Rai 1 il 29 maggio e il 1º giugno 2002.

## Trama
Nella Budapest del 2001 un gruppo di trentenni in carriera è inconsapevole del fatto che un'ombra mortale sta calando sulle loro vite. Jonathan Harker annuncia durante un ricevimento di stare per sposare Mina, ma proprio quel giorno s'imbatte in un misterioso signore che si fa chiamare Vlad Țepeș, che gli propone di partire per raggiungere una dimora sui monti Carpazi per occuparsi di quello che sembra un buon affare immobiliare. Jonathan accetta ignorando di avere a che fare con un vampiro che cambierà in breve tempo la vita a ognuno di loro.

## Ascolti
| Puntata | Data           | Telespettatori | Share  |
| ------- | -------------- | -------------- | ------ |
| 1       | 29 maggio 2002 | 3 771 000      | 15,59% |
| 2       | 1º giugno 2002 | 3 313 000      | 14,47% |